# Хивинский поход (1839—1840)
Хиви́нский похо́д 1839—1840 годо́в — зимний поход отряда Отдельного Оренбургского корпуса Русской армии против Хивинского ханства в 1839—1840 годах.

## Предпосылки

### Большая игра

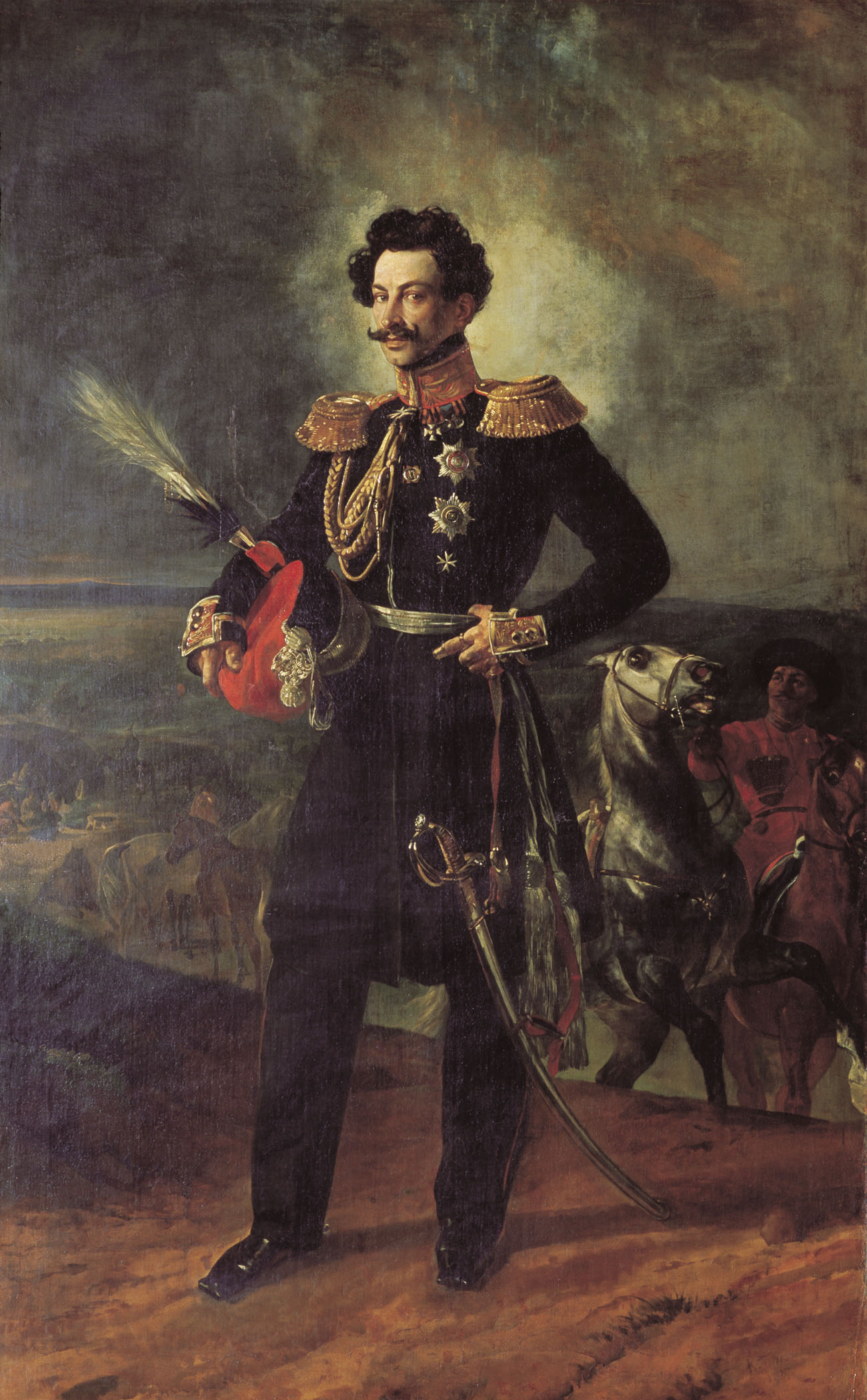
В. А. Перовский

Одной из причин Хивинского похода стало российско-британское противостояние в Средней Азии и на Ближнем Востоке. Основными задачами похода, определёнными на заседании особого комитета Азиатского департамента в марте 1839 года, было прекращение набегов хивинцев на подвластные Российской империи территории, освобождение российских пленных в Хивинском ханстве, обеспечение безопасной торговли и транзитов грузов и исследование Аральского моря. Предположительно одной из целей было смещение тогдашнего хивинского хана Алла Кули-хана и возведение на престол человека, более лояльного к России. По мнению некоторых исследователей, поход мог быть подготовкой к более масштабным военным действиям и последующим завоеванием Россией узбекских территорий.
Поход был подготовлен и реализован В. А. Перовским, оренбургским военным губернатором и командиром Отдельного оренбургского корпуса с 1833 года. Перовский был сторонником активной политики России в Средней Азии, ввиду обострения ситуации в этом регионе в 1830-х годах. Как писал И. Виткевич, адъютант Перовского, направленный им с разведывательной миссией в Среднюю Азию:

«Ныне власть и влияние нашего управления простирается почти не далее пограничной черты Урала и не внушает ни кайсакам, ни областям Средней Азии особенного уважения. С нашего каравана взято хивинцами с одних бухарцев на 340 бухарских червонцев, или на 5440 рублей. С татар наших берут, как известно, вдвое противу азиятцев… У татар наших развязывают тюки, бьют людей и собирают с неслыханными притеснениями и злоупотреблениями; из развязанных тюков хватают и тащат товары во все стороны…. Если посмотришь своими глазами на эти самоуправства, о коих у нас едва ли кто имеет понятие, то нисколько нельзя удивляться застою нашей азиатской торговли. Хивинцы ездят по Сырдарье, до самого Ак-Мечета Ташкентского, где отделяется Куван от Сыра, и грабят беспощадно чумекейцев наших, которые зимуют здесь и прикочёвывают на лето к Оренбургской линии между Орска и Верхнеуральска. Ныне же насилие это вошло в употребление, и наши так называемые подданные (киргиз-кайсаки), будучи с нашей стороны освобождены от всякой подати и в то же время подвергаясь, по беззащитности своей, всем произвольным притеснениям и поборам хивинцев, поневоле повинуются им более, чем нам, и считают себя более или менее подведомственными хивинскому хану».

### Исследовательские цели
Одной из целей Хивинского похода было исследование Аральского моря — его бассейна и берегов. Географов того времени интересовал вопрос: впадает ли Аму-Дарья в Каспийское море, где находятся истоки реки и возможно ли изменить направление её течения?. В первую очередь это интересовало Российскую империю, которая могла получить новый стратегически важный речной торговый путь. Хивинское ханство имело хлопок, который дорого стоил на рынках России и Европы и высоко ценился среди потребителей. Хлопок было долго и небезопасно везти через казахские степи, поэтому более быстрым и безопасным путём могла бы стать Аму-Дарья, если бы она впадала, как думали географы в то время, в Каспийское море. Для этого в поход брались лодки и челны. Также планировалось на обратном пути из Хивы провести нивелировку местности между Каспийским и Аральским морями.
Одновременно в поход отправился отставной ротмистр П. А. Чихачёв, на которого была возложена миссия по исследованию гор Памира. Оттуда он должен был отправиться с разведывательными целями через Тибет в британские владения в Индии, а затем — вернуться в Россию с обстоятельным отчётом о совершенном путешествии и картой исследованных областей. Этот план по неясным причинам осуществлён не был. Позднее Чихачёв выполнил «Гипотетическую карту Памира» по отрывочным и слабо достоверным сведениям.

## Приготовления

### Обеспечение отряда

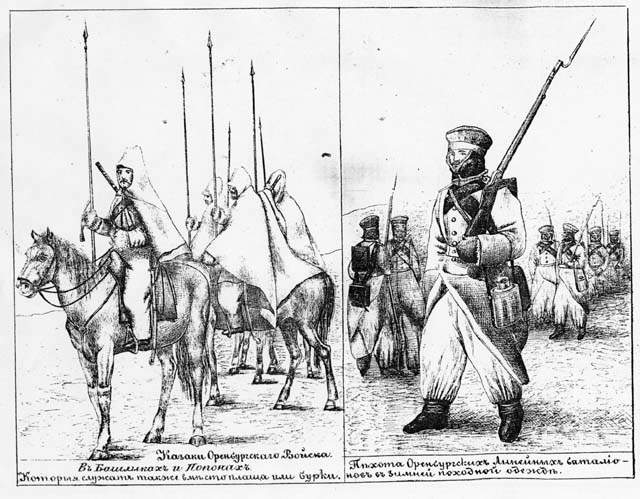
М. И. Иванин. Описание зимнего похода в Хиву 1839—1840 годов, казаки оренбургского войска, в башлыках и попонах которые служат также вместо плаща или бурки, и пехота Оренбургских линейных батальонов в зимней походной одежде, 1874 год.

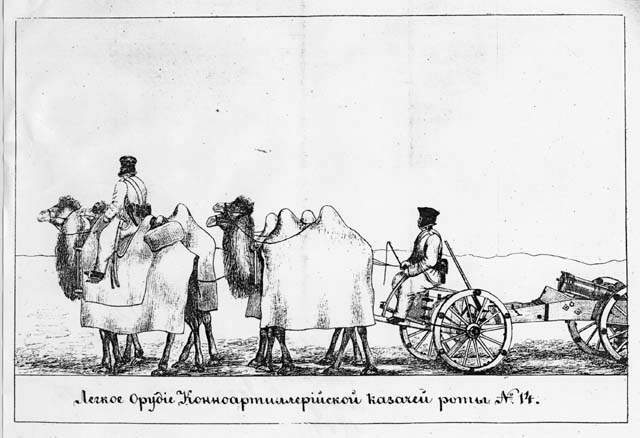
Лёгкое орудие кавалерийской казачьей роты № 14 казаков оренбургского войска, 1874 год.

Отдельный Оренбургский корпус готовил отряд к походу в Хиву тщательно: прорабатывались маршруты продвижения как по суше, так и через Каспийское море, заготавливалась провизия, боевые припасы. Командиром назначался генерал-адъютант В. А. Перовский. Численность войск отряда, идущих в поход, была 6 651 человек личного состава. В Хиву шли отдельные приданные формирования из уральских и оренбургских казаков, 1-й оренбургский полк регулярной российской армии, Башкиро-мещерякское войско и части артиллерийских войск. Набор в поход казаков осложнялся тем, что они одновременно были обязаны охранять границы Российской империи на больших участках. Точкой отправки войск отряда в Хиву был Оренбург, поэтому все солдаты собрались на квартирах в этом городе.
На вооружении участников Хивинского похода были две ¼-пудовые пушки конной артиллерии, две 6-фунтовые пушки, две 12-фунтовые, восемь 10-фунтовых орудий горной артиллерии, шесть 6-фунтовых мортир, два 1-фунтовых фальконета. Также у российской армии имелись ракеты Конгрива и четыре пусковые установки. Вся эта артиллерия была доставлена из Брянска и Оренбурга, вместе с ней прибыли солдаты оренбургского артиллерийского гарнизона. Кроме того, на вооружении отряда имелись минные приспособления, дистанционно приводимые в действие. Ракет Конгрива в армии было 375 штук разной дальности в 28 вьючных ящиках. Для горных орудий были взяты как обычные снаряды, так и шрапнель. К каждому виду артиллерийских орудий было два комплекта боеприпасов. Для ружей было взято 996 000 патронов, для карабинов — 102 000, столько же для пистолетов. Для перевозки патронов было выделено 420 ящиков. Кроме того, были взяты все необходимые принадлежности для ухода за оружием и артиллерийскими орудиями, а также запасное оружие.
Также командование стало закупать для солдат пищу, одежду, посуду и др. Закупка и заготовка необходимого началась ещё весной 1839 года. Для пошива обуви, одежды и кибиток были наняты портные, кожевники и обувщики. Так как поход назначался на зиму, для пехоты шились полушубки, куртки, шаровары, онучи, шинели и др. На всякий случай были заготовлены летние сапоги и лёгкая одежда. Казаки обязаны были сами себя обеспечивать. Уральские казаки, более опытные и имевшие более способов, оделись лучше прочих войск; по рассказу одного из них, у него поверх рубашки была стеганная на верблюжьей шерсти фуфайка, потом полушубок из молодых мерлушек, доходивший несколько ниже колен; сверх обыкновенных штанов, другие стёганные на верблюжьей шерсти, а сверх их кожаные киргизские шаровары, длинные сапоги с большими онучами, полушубок подпоясывался ремнём. Сверх полушубка саксачий (годовалых баранов шкуры) тулуп, а поверх его киргизская доха из лошадиных шкур, подпоясанная ремнём, баранья шапка и башлык, а про запас киргизский малахай (на случай буранов), стремена у большей части были деревянные. В поход они брали ту же одежду, что и регулярные войска. Вместе с ней были взяты предметы обихода и инвентарь: косы, топоры, лопаты и др. Казаки также сами обеспечивали себя оружием. В поход были взяты пики, сабли, ружья, пистолеты. Офицерам было разрешено взять в поход вещи по своему усмотрению и приказано обеспечить лошадьми остальные войска. Для этого им сразу был выдан весь годовой оклад. Офицерами были приобретены лошади и верблюды, а из российской армии в отряд было прикомандировано 7500 телег.
В поход на Хиву в качестве продовольствия были взяты сухари, мясо, мука, соль, вино, крупы. Вино и сухари не выдавались проводникам. Продовольствие было закуплено в местных магазинах, мука — в Астрахани, а соль — в Илецком промысле. Кроме того, в качестве приправ или запасов для больных и раненых солдат в небольшом количестве брались лук, маринованные огурцы и квашеная капуста, крут, телятина для бульона, баранье и свиное сало, сыр, чеснок, хрен, уксус, перец и мёд. Для лошадей и верблюдов, которые при одном подножном корме не могли дойти до Хивы, были закуплены овёс и соль.
Для остальных нужд армии тоже были взяты вещи. На случай переправы через реку были закуплены 300 полых бурдюков, которые могли использоваться как для понтонного моста, так и для парома, две плоскодонные лодки и четыре челна. Так как поход отчасти был исследовательский, эти челны и лодки предназначались для исследований береговой линии Аральского моря. Из Москвы в Оренбург доставили необходимые для похода лекарства и медицинские принадлежности; для перевозки больных и раненых выделили 80 повозок. Для прочих нужд армии в поход взяли листовой табак, корыта, вёдра, точила, гвозди, стёкла и пр. Также две повозки были оборудованы под походные кузницы.

### Обеспечение припасами и разведка
Овражистая и изрезанная местность, производя большую ломку обоза, множество песков и солонцов, ещё тонких от недавних весенних вод, скудость подножного корма и начавшиеся сильные жары. […] Необходимость напоить из колодцев до 4000 лошадей воспрепятствовала отряду тронуться прежде 5 часов утра; башкиры запаслись на переход травой и, у кого были турсуки, водой; — солдаты налили её в манерки и в две бочки. Пройдя 17,5 вёрст, в 11 часов до полудни сделан был привал, а в 3 часа по полудни двинулись снова. День был знойный, при безветрии; удушающая пыль вилась густыми столбами, солнце палило как в африканских степях (термометр показывал в тени от 32° до 38 °C, а на солнце от 42° до 45° тепла); пройдя 6 вёрст, люди начали томиться жаждою; вся остававшаяся вода, смешанная с уксусом, роздана была солдатам; даже офицеры спешили уступить имевшийся у каждого маленький запас; но это было далеко недостаточно: люди падали в изнеможении, и только скорое открытие крови спасало их от смерти.
Для того, чтобы не везти все припасы сразу с собой и не утруждать лошадей и верблюдов, на пути следования российских войск были выбраны пункты, куда можно заранее свезти часть припасов. Для этого под видом подготовки к исследовательскому походу к Аральскому морю в мае 1839 года под руководством полковника К. К. Геке к истокам реки Эмбы отправился отряд численностью 600 человек с 1200 подводами и двумя полевыми артиллерийскими орудиями. 12 июня Геке выступил в поход и 1 июля прибыл в назначенное место. Там он оставил обоз, после чего сформировал конный отряд из 200 башкир. С отрядом он 4 июля отправился к урочищу Донгуз-Тау, но, не доехав до него, выбрал в качестве очередного склада и стоянки для бо́льших сил урочище Чушка-Куль. 28 июля передовой отряд прибыл к Ак-Булаку.
Там было решено соорудить укрепления. К 16 августа работы по постройке укреплений завершились и начались работы по сооружению казарм, лазарета, кухонь и т. д. Одновременно проводилась заготовка сена, камыша и др. Несмотря на успешный ход работ, от Оренбурга до реки Ак-Булак было большое расстояние, трудно преодолеваемое лошадьми и людьми. Поэтому командир отряда генерал Перовский решил обустроить главный перевалочный пункт на Эмбе. Обязанность создать у истоков реки склад возлагалась на полковника А. А. Жемчужникова. Он отправился к Эмбе с 400 башкирами и 200 казаками. Позже к нему присоединилось ещё 200 местных жителей. Ещё одной целью Жемчужникова, кроме создания склада, была охрана местного населения от нападений с юга. 14 августа его войска и обоз прибыли к цели, и в начале сентября началось сооружение склада. Из Оренбурга к Эмбе постоянно приходили обозы.
23 сентября Геке прибыл к Эмбе вместе с орудиями из Акбулакского укрепления. Жемчужников передал ему управление складом и вернулся в Оренбургскую губернию. В результате было сооружено два укреплённых пункта — Акбулакский и Эмбенский с гарнизонами в 399 и 634 человека соответственно.

## Ход событий

### Начало похода
24 ноября все российские войска в Оренбурге были созваны на главную городскую площадь. В тот день на площади им прочитали императорский указ об отправке в Хиву, после чего был совершён молебен. 26 ноября подготовка к походу завершилась. Войска делились на 4 колонны, первая из которых возглавлялась генерал-лейтенантом Толмачёвым, вторая — полковником Кузьминским, третья — полковнику Мансурову, четвёртая и вся кавалерия — генерал-майору Циолковскому. Кроме этого, с Урала прибыли два отряда уральских казаков численностью 1200 человек. 26 и 27 ноября в поход отправились первая и вторая колонны, а 28 и 29 ноября — третья и четвёртая. 5 декабря войска вышли к границе Российской империи, где солдатам объяснили правила зимнего похода и организацию войск. К каждой колонне был приставлен дежурный, который следил за порядком и расходованием припасов.
Утром следующего дня войска пересекли границу и выступили в поход. Передовые части казаков ехали рысью на конях, за ними шли обозы и остальные части. От обозов требовалось, чтобы припасы каждого вида везлись рядом, но на деле этого было трудно достигнуть. Тюки съезжали с верблюдов, а чтобы поправить груз необходимо было отвести животное в сторону. Те верблюды, которые выбились из строя, должны были перестраиваться в хвост колонны.
На ночь колонны останавливались в тех местах, где было достаточно воды и пищи животным. За несколько часов до захода солнца верблюдов и лошадей выводили пастись. Обозы выстраивались четырёхугольником, в центре которого находились солдаты. Часть солдат на ночь оставалась на дежурстве и находилась на прилегающих высотах. Также у обозов стояли часовые, которые следили за тем, чтобы не было воровства припасов. К середине декабря погода испортилась, пошёл снег, начались бури, и поход стал тяжелее. 6 декабря все четыре колонны объединились, после чего двинулись к реке Илек. Далее колонны шли по левому берегу реки и вышли к урочищу Биштамак. За один день преодолевалось около 35 километров.
Казахи во главе с Махамбетом Утемисовым развернули партизанскую войну против русских войск генерала Перовского. Хивинский хан Аллакули не стал помогать казахским повстанцам. Тем не менее, в их войско привлекалось сотни добровольцев. Повстанцы небольшими отрядами нападали на колонный русской армии. Ещё не приблизившись к Хиве, русское войско потеряло свыше 1 тысячи солдат в битве с казахами. В руках повстанцев оказались оружия и провианты.
Хивинские войска тем временем не предпринимали активных военных действий. Ещё летом-осенью 1839 года хивинская конница собиралась в большие группы, которые удавалось заметить российским казакам и населению казахской степи. Несмотря на это, осенью хивинцы не предпринимали вылазок на российскую территорию, а в начальный период Хивинского похода не мешали российским войскам продвигаться к Хиве.
18 декабря, после длительной стоянки из-за сильных морозов, отряд вновь двинулся к Эмбенскому укреплению. 19 декабря начался буран, усложнивший дальнейшее движение колонн. У солдат заканчивалось топливо, верблюды и лошади не выдерживали морозов (около –30 °C). В связи с этим у устья реки Аты-Якши был построен временный укреплённый лагерь. Несмотря на это, уже 20 декабря буран утих, и отряд достиг укреплений на Эмбе. У Эмбенского укрепления отряд разделился на четыре колонны, каждая из которых соорудила отдельный лагерь. На следующий день российские войска колоннами отправились к реке Аты-Якши. Одновременно был выделен специальный отряд казаков, который направился в Акбулакское укрепление. Его целью являлась ликвидация этого временного укреплённого пункта и перевоз продовольствия и припасов от Ак-Булака к Аты-Якши.

### Наступление хивинских войск

#### Сражение у Ак-Булака
Утром 30 декабря около 3000 конных хивинцев атаковали Акбулакское укрепление. Хивинцы застали противника врасплох — за два месяца без боёв российская армия потеряла бдительность, а основные силы к Ак-Булаку ещё не подошли. В тот момент в укреплении и вне его находилось 399 человек, из них 164 больные. Несмотря на это, российскими войсками хивинцы были замечены ещё за километр от укрепления, поэтому все успели скрыться за укреплениями.
Хивинская кавалерия подошла к укреплению с юго-запада. Первая атака была предпринята утром того же дня, но оказалась безуспешной. Российские войска имели преимущество в артиллерии, поэтому артиллерийскими залпами по скоплениям хивинцев казаки и регулярная армия отбили атаку. Вслед за первой атакой хивинцы предприняли ещё несколько, которые тоже обернулись неудачей, но противнику были нанесены значительные потери. К вечеру атаки прекратились. На западе от Акбулакского укрепления были сложены стога сена, которое было давно заготовлено российскими войсками для лошадей и верблюдов. Ночью хивинцы попытались поджечь это сено, но попытка была пресечена российскими войсками. 31 декабря хивинцы атаковали восточную часть укрепления. Атака была отражена с помощью картечи, после чего все хивинские войска отступили в степь. Хивинцы узнали, что к Ак-Булаку приближается подкрепление, и выехали ему навстречу.

#### Сражение на пути к Ак-Булаку
Едва получено было, 21 декабря [2 января], это известие [о сражениях] в отряде, как у некоторых лиц штаба физиономии вытянулись: идя на лёгкую победу, они и не думали о встрече с неприятелем на средине пути; теперь им начала представляться тень измученного нашего рядового и тень Бековича, измученного в Хиве, и нет сомнения, что эти трусы, к несчастию и в наказание генерала Перовского за дурной выбор своих любимцев, после получения известия о нападении хивинцев и жестокости их с нашим пленником, начали исподтишка портить все распоряжения по отряду, с целью довести до необходимости возвратить отряд с полпути в Оренбург.
В тот момент российские войска остановились на привал в 20 километрах от Акбулакского укрепления. Хивинцы застали противника врасплох, но в первую очередь начали отгонять российских коней и верблюдов от стоянки. За это время российские войска успели выстроить обозы полукругом и соорудить баррикады, за которыми укрылись от противника. Днём хивинцы неоднократно предпринимали атаки баррикад, но безуспешно. В ночь с 31 декабря 1839 года на 1 января 1840 года спешившиеся хивинцы пытались подкрасться ползком к укреплениям, однако российские войска кололи их штыками. Одновременно хивинцы в 100 метрах от российских баррикад и обозов вырыли окопы и построили из земли и снега прикрытия, откуда утром начали обстрелы российских войск.
В такой ситуации российские войска, прикрывшись оставшимися у них верблюдами, совершили вылазку к хивинским позициям и выбили оттуда противника. В свою очередь хивинцы, прикрывшись отобранными у российских войск верблюдами и лошадьми, начали наступление на российские баррикады. Хивинцы гнали животных впереди себя, что защищало их от огня противника. Командующий колоннами поручик Ерофеев отдал части своих войск приказ отойти на фланги. Как только хивинцы приблизились к баррикадам, российские войска с флангов открыли по ним огонь. Хивинцы вынуждены были отступить.
Командование возлагало на киргизов обязанности следить за верблюдами, но 2 января они отказались приступить к работе. Они возмутились тем, что российские войска сражались при Ак-Булаке против их единоверцев, отделились от российского отряда и начали собираться в группы. Командованию похода это было невыгодно, так как оно не хотело ещё одного сражения и боялось остаться в степи без проводников. Перовский отдал войскам приказ плотно окружить киргиз и в ультимативной форме начал с ними переговоры. Киргизы начали расходиться, но 7 человек объявили о том, что отказываются выполнять приказы Перовского. Двое из них были расстреляны по приказу самого Перовского.

## Последствия
Для Российской империи поход оказался безуспешным. Войска вернулись в Оренбург, потеряв в походе 1054 человека, преимущественно из-за холода и болезней. Из вернувшихся 604 человека были положены в госпиталь в связи с заболеванием цингой, многие из них не выжили. 600 русских пленных, отставших от отряда, а также взятых хивинцами в плен на пограничных постах ещё до начала похода, вернулись в Россию в октябре 1840 года. Одновременно с возвращением пленных, хан Хивы издал фирман, в котором его подданным запрещалось брать в плен русских или даже покупать их у других степных народов. Очевидно, что несмотря на неудачный исход похода Перовского, Кули-хан не хотел дальнейшего обострения отношений с Россией.